# Rebecca Cheptegei
Rebecca Cheptegei (* 22. Februar 1991 in Cheminy im Distrikt Bukwo, Uganda; † 5. September 2024 in Eldoret, Kenia) war eine ugandische Leichtathletin, die sich auf den Langstreckenlauf spezialisiert hatte. Ihren größten Erfolg feierte sie 2022 mit dem Weltmeistertitel bei den Berglauf-Weltmeisterschaften in Chiang Mai. 2024 wurde sie Opfer eines Femizids: Ihr Ex-Freund hatte sie mit Benzin übergossen und angezündet, wenige Tage danach starb sie.

## Leben
Rebecca Cheptegei wurde als Tochter von Joseph und Agnes Cheptegei geboren und wuchs als zweites von dreizehn Geschwistern auf. Wie viele Sportler und Sportlerinnen in Ostafrika war sie Mitglied der Armee und konnte sich mit der finanziellen Unterstützung der Streitkräfte Ugandas auf ihr Leichtathletiktraining konzentrieren. Sie trat 2008 den Streitkräften bei, erreichte den Rang eines „Corporals“, war Mitglied des dortigen Leichtathletikclubs und vertrat ihr Land bei den Militärweltspielen in Rio de Janeiro 2011.
Mit einem Ugander bekam Rebecca Cheptegei zwischen 2013 und 2015 zwei Töchter. Später zog sie nach Kenia, um näher an geeigneten Sporttrainingszentren zu sein, die in einer Region liegen, die an ihre Heimatregion in Uganda grenzt. Sie kaufte in Kinyoro im Trans-Nzoia County ein Grundstück und ließ ein Haus bauen, in dem sie bis zu ihrem Tod 2024 mit ihrer Schwester Dorcas Cherop und ihren zwei Töchtern im Alter von neun und elf Jahren lebte.

## Sportliche Laufbahn

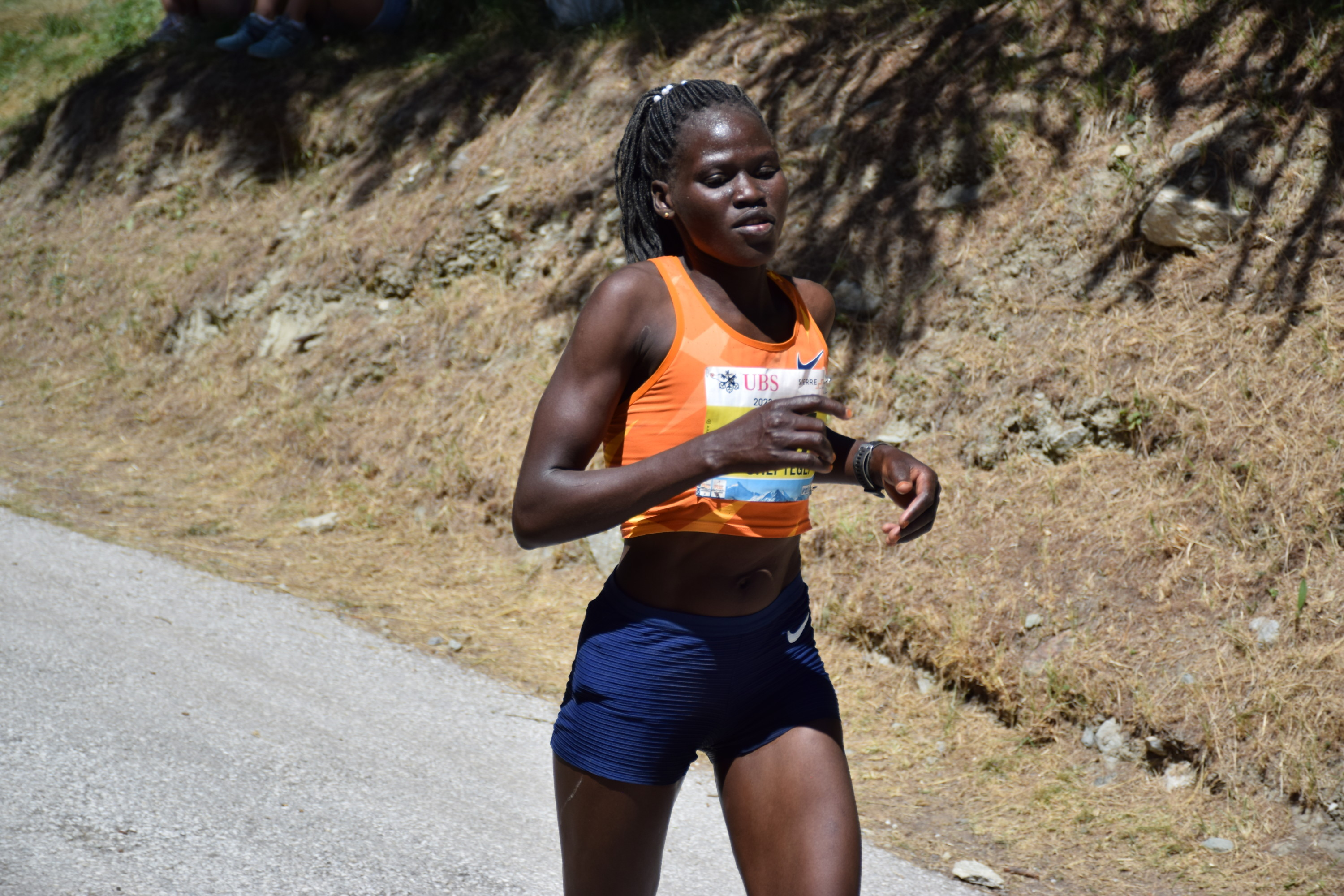
Rebecca Cheptegei beim Berglauf Sierre–Zinal in der Schweiz (2022)

Erste internationale Erfahrungen sammelte Rebecca Cheptegei bei den Crosslauf-Weltmeisterschaften 2010 in Bydgoszcz, bei denen sie nach 19:48 min auf den 15. Platz im U20-Rennen kam und in der Teamwertung die Bronzemedaille gewann. Bei den Militärweltspielen 2011 in Rio de Janeiro gewann sie mit einer Zeit von 16:00,26 min die Bronzemedaille im 5000-Meter-Lauf.
In den darauffolgenden Jahren bestritt Cheptegei vor allem Rennen im Straßenlauf und im Berglauf. Im April 2022 wurde sie in 2:31:21 h Erste beim Padua-Marathon. Im November 2022 siegte bei den Berg- und Traillauf-Weltmeisterschaften in Chiang Mai in 46:25 min im Up-and-Downhill-Mountain-Wettbewerb. Im Dezember 2022 erzielte sie mit 2:22:47 h ihre Marathon-Bestzeit als Vierte des Marathons in Abu Dhabi. 2023 lief Cheptegei bei den Leichtathletik-Weltmeisterschaften in Budapest in 2:29:34 h auf Platz 14. Im November desselben Jahres wurde sie beim Florenz-Marathon in 2:27:08 h Zweite. Bei den Olympischen Spielen 2024 in Paris beendete sie den Marathonwettbewerb mit Saisonbestzeit von 2:32:14 h auf dem 44. Platz.

### Persönliche Bestzeiten
- 5000 Meter: 16:00,26 min, 22. Juli 2011 in Rio de Janeiro
- 10.000 Meter: 32:53,23 min, 24. Juni 2022 in Kampala
- Halbmarathon: 1:13:05 h, 9. Oktober 2011 in Cantalejo
- Marathon: 2:22:47 h, 17. Dezember 2022 in Abu Dhabi

## Tod
Am 1. September 2024 wurde Rebecca Cheptegei Opfer eines Brandanschlags durch ihren ehemaligen kenianischen Lebensgefährten: Laut Polizeiangaben wurde sie von ihm wegen des Streits um ein Grundstück mit Benzin überschüttet und angezündet; dabei erlitt sie Verbrennungen an mehr als 75 Prozent ihres Körpers. Sie wurde in das Kitale County Referral Hospital eingeliefert und tags darauf in das Moi Teaching and Referral Krankenhaus in Eldoret verlegt, wo sie am 5. September ihren schweren Verletzungen erlag.
Der mutmaßliche Mörder starb am 9. September an den Verbrennungen (etwa 30 Prozent seines Körpers), die er sich selbst bei der Tat zugezogen hatte.
Rebecca Cheptegei wurde am 14. September 2024 in ihrem Heimatbezirk Bukwo in Uganda mit militärischen Ehren beigesetzt.

### Gedenken
Anne Hidalgo, die Bürgermeisterin von Paris, kündigte auf einer Pressekonferenz am 6. September 2024 an, die Stadt Paris werde Cheptegei zu Ehren eine Sportstätte benennen.
Am 8. September wurde ihrer zum Abschluss der Sommer-Paralympics 2024 nach den Marathons mit einer über die Lautsprecheranlage ausgestrahlten Trauerrede sowie einem Foto von Rebecca Cheptegei auf der Großleinwand in Zielliniennähe an den Esplanade des Invalides als „Opfer eines Femizids“ gedacht. Die Ehrung wurde unter anderem durch das Internationale Olympische Komitee, das Internationale Paralympische Komitee, die Para World Athletics und World Athletics organisiert.

### Femizide in Kenia
Der Tod Rebecca Cheptegeis wird als Femizid in einer Reihe von Verbrechen gegen ostafrikanische Athletinnen eingestuft. 2021 kam die Läuferin Agnes Jebet Tirop durch Stichverletzungen ums Leben; ihr Ehemann ist der Tat verdächtig. Im Falle der Läuferin Damaris Muthee Mutua, die 2022 erwürgt aufgefunden wurde, gilt ihr Freund als der Täter. Allein im Januar 2024 wurden dort 14 Frauen von ihren Partnern oder Ex-Partnern getötet. In der Folge kam es zu Protestmärschen mit mehreren tausend Teilnehmern – hauptsächlich Frauen – gegen diese Femizide. Joan Chelimo, Sprecherin der Gruppe Tirop’s Angels, die sich gegen geschlechtsspezifische Gewalt einsetzt, gab an, dass international erfolgreiche Läuferinnen wegen ihres Erfolgs, ihres Einkommens und ihres Status besonders gefährdet durch Männer aus ihrem Umfeld seien.